# Freier Induktionszerfall

Freier Induktionszerfall: induzierte Spannung als Funktion der Zeit

Der freie Induktionszerfall (FID, von englisch free induction decay) bezeichnet das Messsignal der Kernspinresonanz nach der Auslenkung der Gleichgewichtsmagnetisierung der Kernspins im äußeren Magnetfeld durch einen resonanten Hochfrequenzpuls. Dieses Signal entsteht durch Induktion einer Spannung in der Detektionsspule und zerfällt näherungsweise exponentiell. Während der Signalauslese werden keine hochfrequenten Wechselfelder angelegt; deshalb wird der Zerfall als „frei“ bezeichnet. Die Messung des FIDs wurde zuerst 1946 von Felix Bloch beschrieben; die Bezeichnung free induction decay findet man 1950 bei Erwin Hahn.
Das Induktionssignal wird verursacht durch die Präzession der Nichtgleichgewichtsmagnetisierung der Kernspins im äußeren Magnetfeld (nach Konvention: äußeres Magnetfeld in z-Richtung). Die Nichtgleichgewichtsmagnetisierung kann durch kurz geschaltete („gepulste“) resonante magnetische Wechselfelder mit der Larmor-Frequenz der Kernspins erreicht werden. Weist der Magnetisierungsvektor eine nicht-verschwindende Komponente in der xy-Ebene (Transversalebene) auf, dann induzieren die präzedierenden Kernspins eine entsprechende, oszillierende Spannung in der die Probe umschließenden Detektionsspule.
Die Einhüllende der Amplitude des Induktionssignals {\displaystyle S(t)} nimmt näherungsweise exponentiell ab; die Zeitkonstante ist die transversale Relaxationszeit {\displaystyle T_{2}}:
{\displaystyle S(t)=S(0)\exp {\left({\frac {-t}{T_{2}}}\right)}}.
In realen Proben wird häufig ein deutlich schnellerer Signalabfall gemessen. Dieser entsteht durch leicht unterschiedliche Larmorfrequenzen der einzelnen Kernspins, die durch Feldinhomogenitäten des äußeren Magnetfelds und durch lokale Suszeptibilitätsvariationen innerhalb der Probe verursacht werden. Die unterschiedlichen Larmorfrequenzen führen zu einer Dephasierung der Kernspins und damit zum schnelleren Zerfall der transversalen Magnetisierung.
Aus dem exponentiellen Verlauf des FID-Signals lässt sich daher nur die Zeitkonstante {\displaystyle T_{2}^{*}} bestimmen:
{\displaystyle {\frac {1}{T_{2}^{*}}}={\frac {1}{T_{2}}}+{\frac {1}{\Delta T}}}
Hierbei ist {\displaystyle \Delta T} (häufig auch als {\displaystyle T_{2}'} bezeichnet) eine Zeitkonstante, die durch die Inhomogenitäten des experimentellen Aufbaus bedingt ist.